# Эггезин
Эггезин (нем. Eggesin) — город в Германии, в земле Мекленбург-Передняя Померания.
Входит в состав района Иккер-Рандов. Подчиняется управлению Ам Штеттинер Хаф. Население составляет 5,3 тыс. человек (2009); в 2003 г. — 6,1 тысяч. Занимает площадь 88,01 км². Официальный код  —  13 0 62 012.
| Год  | Население |
| ---- | --------- |
| 1991 | 8981      |
| 1995 | 8118      |
| 2000 | 6938      |
| 2005 | 5687      |
| 2010 | 5234      |